# NGC 3121
NGC 3121 = NGC 3119 ist ein verschmelzendes Galaxienpaar vom Hubble-Typ E im Sternbild Löwe auf der Ekliptik. Es ist rund 390 Millionen Lichtjahre von der Milchstraße entfernt.
Das Objekt wurde am 31. März 1848 von William Lassell entdeckt. In der Literaturdatenbank wird NGC 3119 häufig mit PGC 29381 gleichgesetzt.